# پات‌پلیر
پات‌پلیر یک نرم‌افزار پخش کننده چندرسانه ای است که توسط شرکت ارتباطات داوم، برای سیستم عامل ویندوز توسعه یافته است. این برنامه رتبهٔ بسیار بالایی گرفته است. به طوری که لایف‌هکر آن را بهترین نرم‌افزار پخش فیلم برای ویندوز معرفی می‌کند. توسعه دهنده قبلی این نرم‌افزار همان توسعه دهنده‌ی کی‌ام پلیر بوده است و به همین دلیل بیشتر امکانات و ویژگی‌های این نرم‌افزار مشابه کی‌ام پلیر می‌باشد. 

## ویژگی‌های نرم‌افزار
- این نرم‌افزار می‌تواند بسیاری از فرمت‌های ویدئو و صدا را پخش کند.
- توانایی پخش فایل‌های فرمت avi که کامل نشده یا خراب شده‌اند (با عبور از فریم‌های خراب شده)
- بسیار سریع و سبک
- با قابلیت به یاد داشتن زمان ترک فیلم کاربر و ادامهٔ پخش از همان قسمت
- دارای راه میانبرهای زیاد روی صفحه کلید برای انجام وظائف به طور مثال جلو بردن فایل در حال پخش، بلندی صدا، بزرگ‌نمایی تصویر، روشنایی تصویر، وضوح تصویر، و تنظیم زمان نمایش زیرنویس و...
- پشتیبانی از زیرنویس از جمله زیرنویس‌های فرمت SAA و ASS و پشتیبانی زیرنویس‌های جاسازی شده در فرمت‌های Mkv ،Ogm، MP4 ،Mov و 3GP
- دارای قابلیت تعویض پوسته و دارای پوسته‌های متنوع از جمله دارای پوسته‌های پلیرهای معروف دیگر
- دارای فیلترهای ویدئویی مانند deinterlacing، پس‌پردازش، نویز و...
- اکولایز صدا و اکولایز ویدئو برای تنظیم بهتر صدا و تصویر
- دارای قابلیت چرخش فیلم در حال پخش (البته نه در همه نوع فرمت‌های)
- دارای قابلیت عکس‌برداری از ویدئو در حال پخش
- قابلیت پخش ویدیو و فیلم از داخل فایلهای فشرده RAR و ZIP